# Kirche Piesigitz

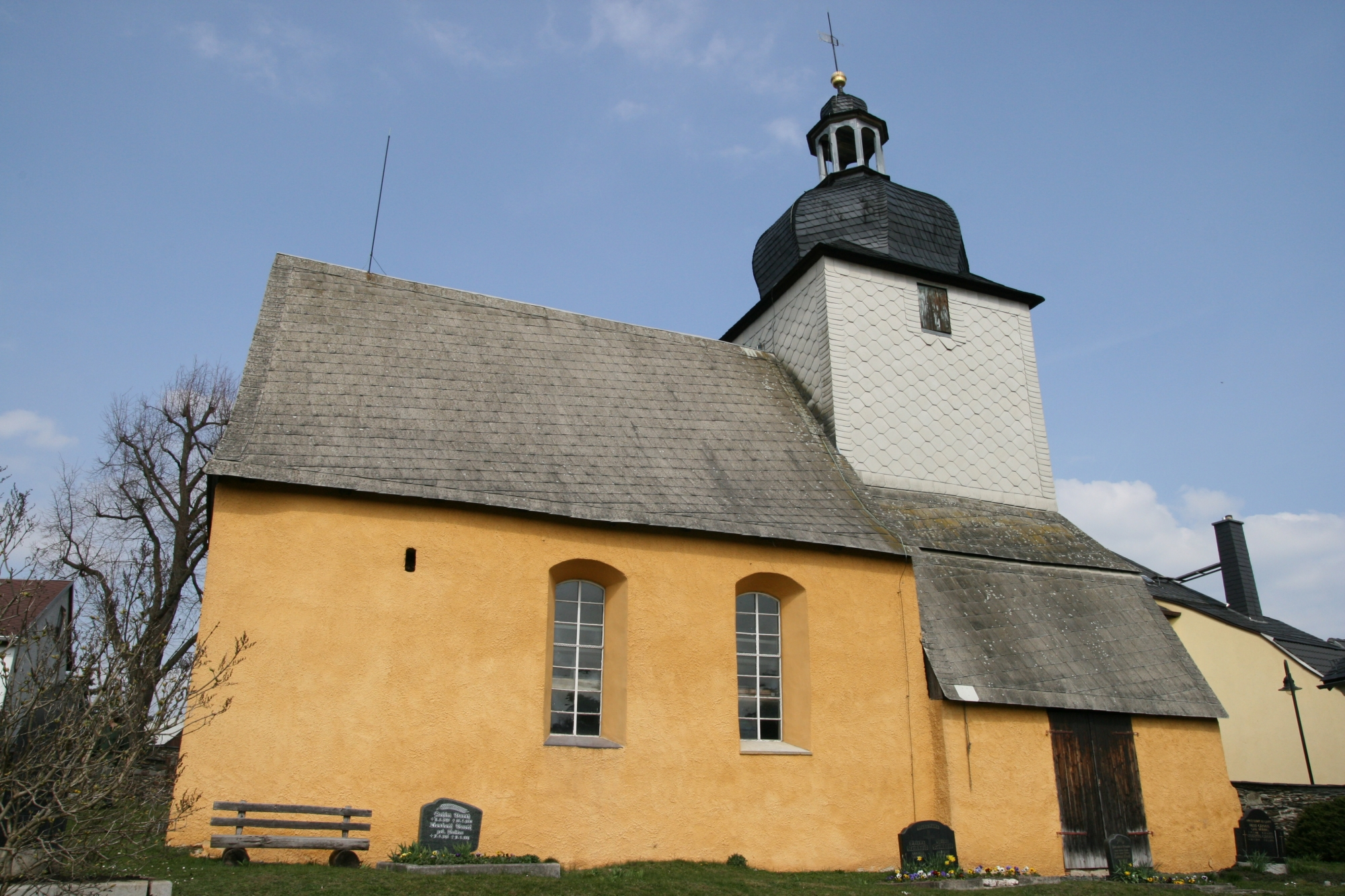
Kirche Piesigitz

Die evangelisch-lutherische, denkmalgeschützte Kirche Piesigitz steht in Piesigitz, das zusammen mit Merkendorf ein Ortsteil von Zeulenroda-Triebes im Landkreis Greiz von Thüringen ist. Der Gemeindeteil Piesigitz der Kirchengemeinde Merkendorf-Piesigitz gehört zum Pfarrbereich Zeulenroda II der Kirchengemeinde Zeulenroda im Kirchenkreis Greiz der Evangelischen Kirche in Mitteldeutschland.

## Beschreibung
Der Bau des schiefergedeckten Langhauses der heutigen kleinen Saalkirche erfolgte 1684/1685. Sie geht auf einen gotischen Vorgängerbau zurück. Der Chorturm, von dem die Grundmauern erhalten sind, wurde 12 Jahre später umgebaut. Auf seinem mit Schindeln verkleideten Aufsatz sitzt eine bauchige schiefergedeckte Haube, die mit einer Laterne mit einer Turmkugel bekrönt ist. 
Der Innenraum hat Emporen und ist mit einer Flachdecke überspannt. Der Kanzelaltar vom Anfang des 18. Jahrhunderts ist im Triumphbogen aufgestellt. Die Orgel mit 9 Registern, verteilt auf ein Manual und Pedal, wurde um 1800 von einem unbekannten Orgelbauer gebaut.